# 11me Escadrille de Chasse
A 11me Escadrille de Chasse egy első világháborús belga repülőszázad volt, amelyet 1918 májusában alapítottak. Két hónapra rá 1918 májusában már bevetésre indultak a század pilótái. Azonban hamarosan kiderült, hogy a század közel sem lett olyan sikeres mint a belga légierő egyéb századai, hiszen még ászpilóta sem szolgált az egységnél.

## Története
Az egység 1918 márciusában alakult meg. Májustól októberig Les Moeres repülőteréről szálltak fel Hanriot HD.1 és Sopwith Camel típusú repülőgépekkel. A század első légi győzelmét 1918. szeptember 27-én szerezte meg, amelyet a háború végéig további 18 követett, amelyből azonban csupán 11 igazolt (tehát, volt rá legalább 1 független szemtanú). A század parancsnoka Paul Hiernaux volt, aki az ezred létrehozásától kezdve a háború végéig parancsnokolt. 1918 októberében a század bázisa átkerült Moerkerke-be. Október 2-án pedig az osztag elszenvedte első veszteségét, egy pilóta személyében. Hamarosan azonban még egy pilótájuk halt repülőhalált, egy pedig súlyosan megsebesült. A repülőszázad további sorsa és tevékenysége nem ismert.

## Lásd még
- Belgium
- Belgák
- Első világháború